# NGC 6256
NGC 6256 é um aglomerado globular esparso na direção da constelação de Escorpião. Foi descoberto pelo astrônomo escocês James Dunlop em 1826. Devido a sua moderada magnitude aparente (+11,3), só pode ser visto com telescópios amadores médios ou equipamentos maiores. Suas estrelas mais brilhantes, de magnitude aparente +15, podem ser resolvidas com telescópios com nove polegadas de abertura.